# Miarinarivo (Vavatenina)
Miarinarivo est une commune urbaine malgache située dans la partie sud de la région d'Analanjirofo.